# Josep Tapiró i Baró

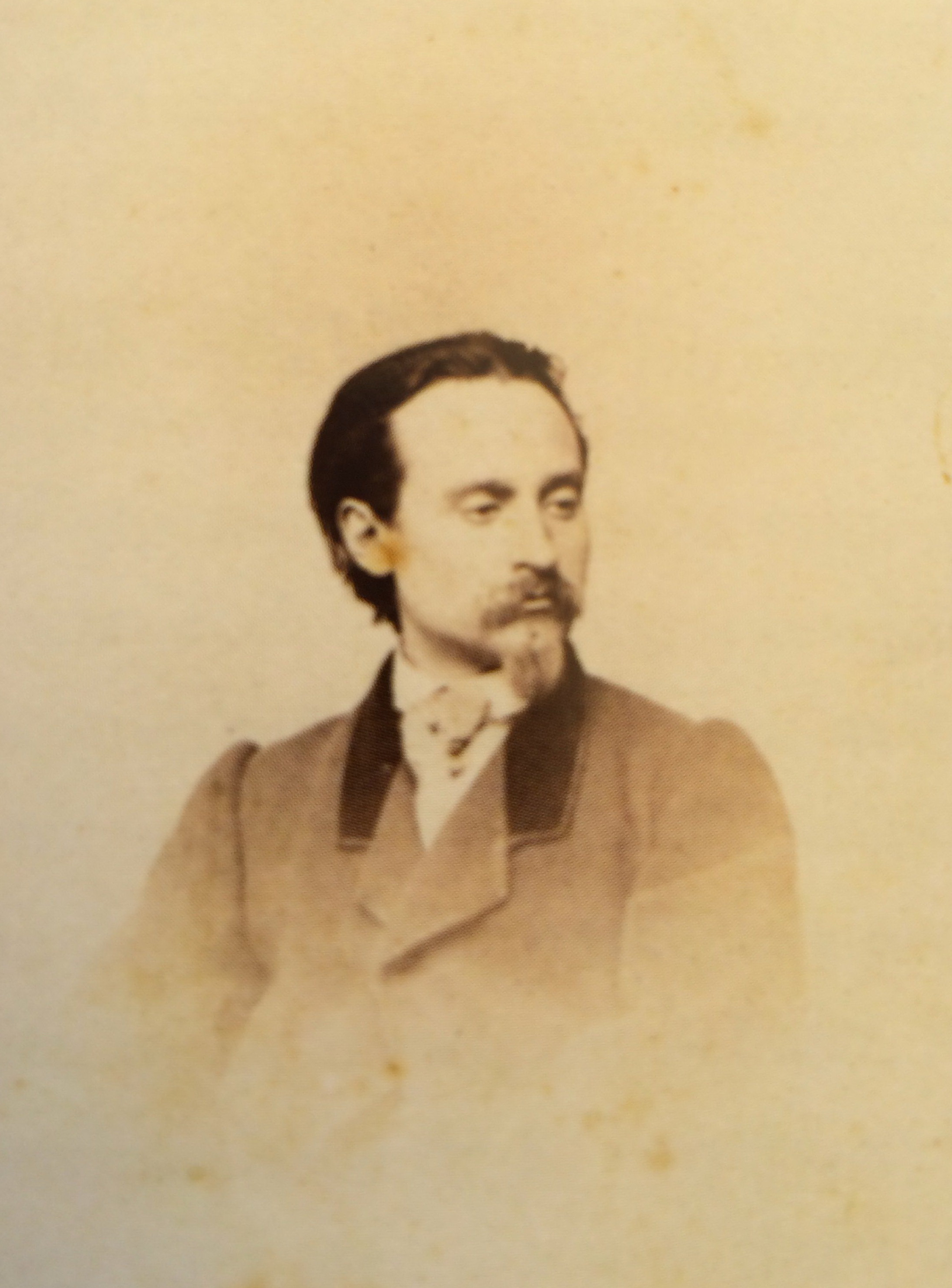
Josep Tapiró i Baró

Josep Tapiró i Baró (* 7. Februar 1836 in Reus, Katalonien; † 4. Oktober 1913 in Tanger, Marokko) war ein katalanischer Maler und Aquarellist.

## Leben
Tapiró wurde in Reus bei dem Maler Domènec Soberano ausgebildet und ging dann nach Rom. Er kehrte nach Spanien zurück und fand dann nach einer Reise nach Tanger, die er zusammen mit seinem Malerfreund Marià Fortuny i Marsal machte, seine wahre Berufung. Er wandte sich dem Maghreb zu. Er übersiedelte nach Tanger und lebte dort bis zu seinem Tode. 1947 wurden die sterblichen Überreste des Malers in seine Heimatstadt überführt und auf dem Zentralfriedhof von Reus beigesetzt.
Die Welt des Orient, die Tapiró in Marokko antraf, stellte er mit großer Präzision in seinen Aquarellen und Gemälden dar. Er wird zu den Orientalisten in der Malerei gezählt.

## Ausstellungen
Zwei seiner Aquarelle mit Darstellungen von Charakteren aus Tanger waren in den Jahren 2009 und 2010 in der Ausstellung Convidats d’Honor im Museu Nacional d’Art de Catalunya (,Nationalmuseum für Katalanische Kunst‘) in Barcelona zu sehen.

## Galerie

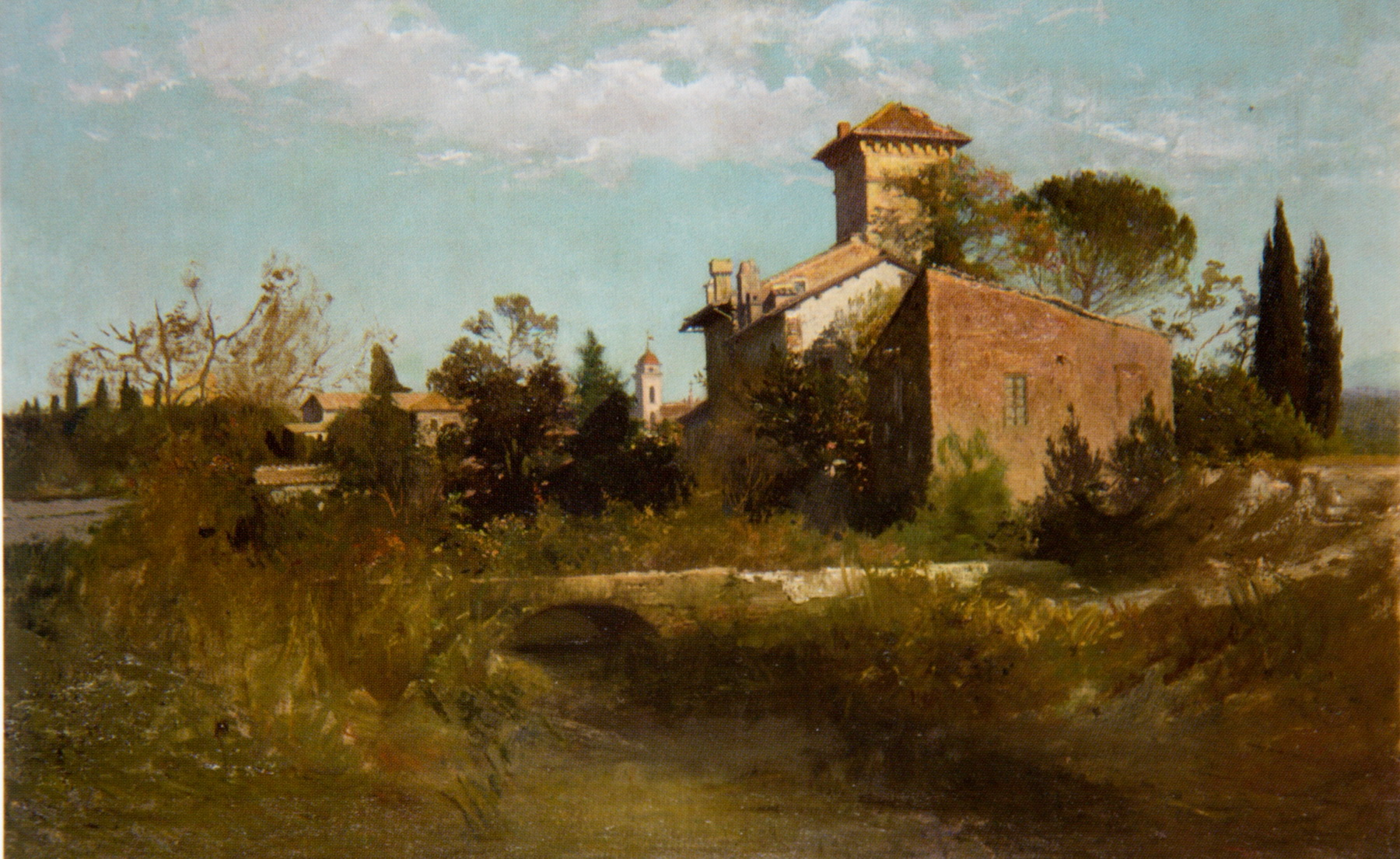
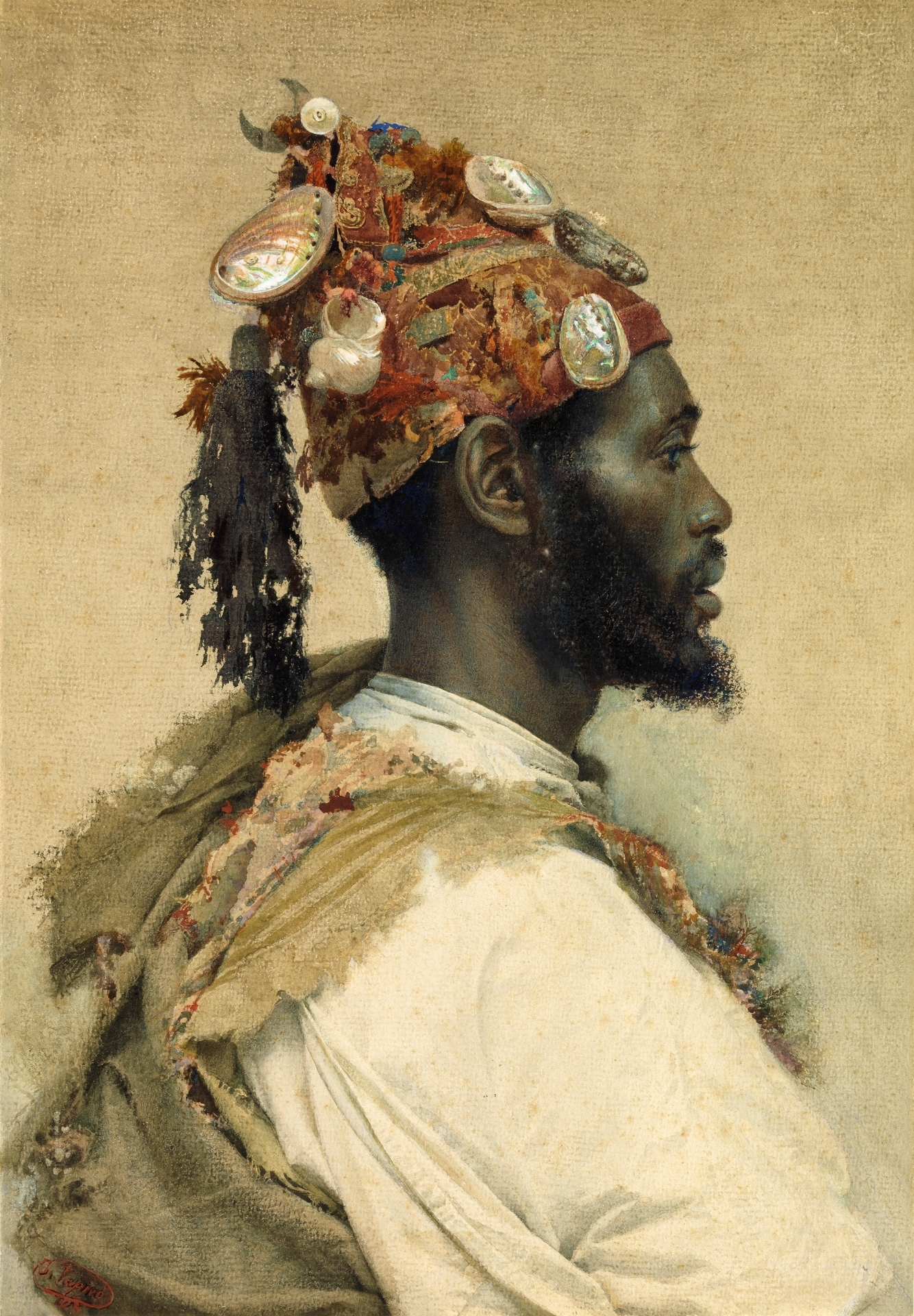
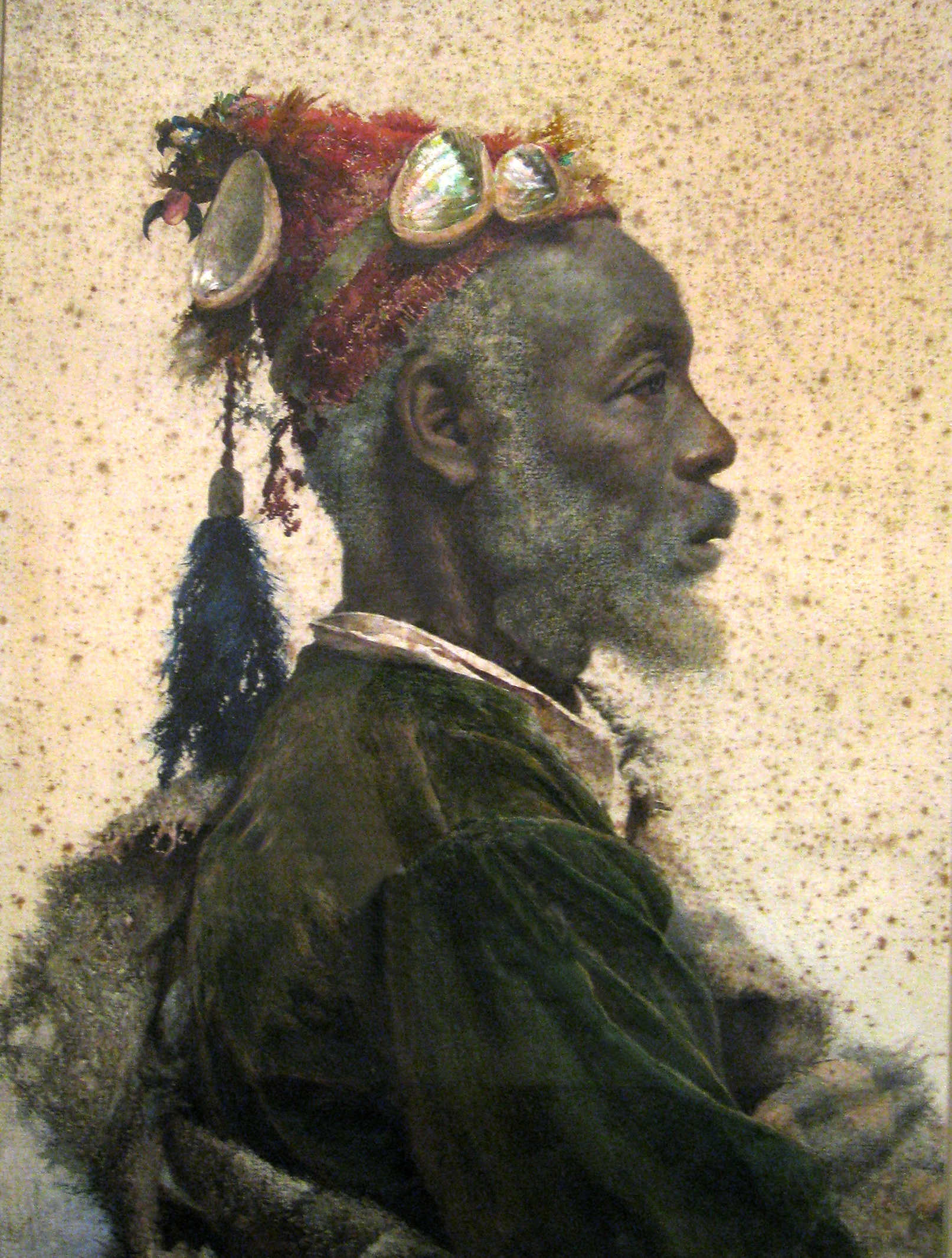
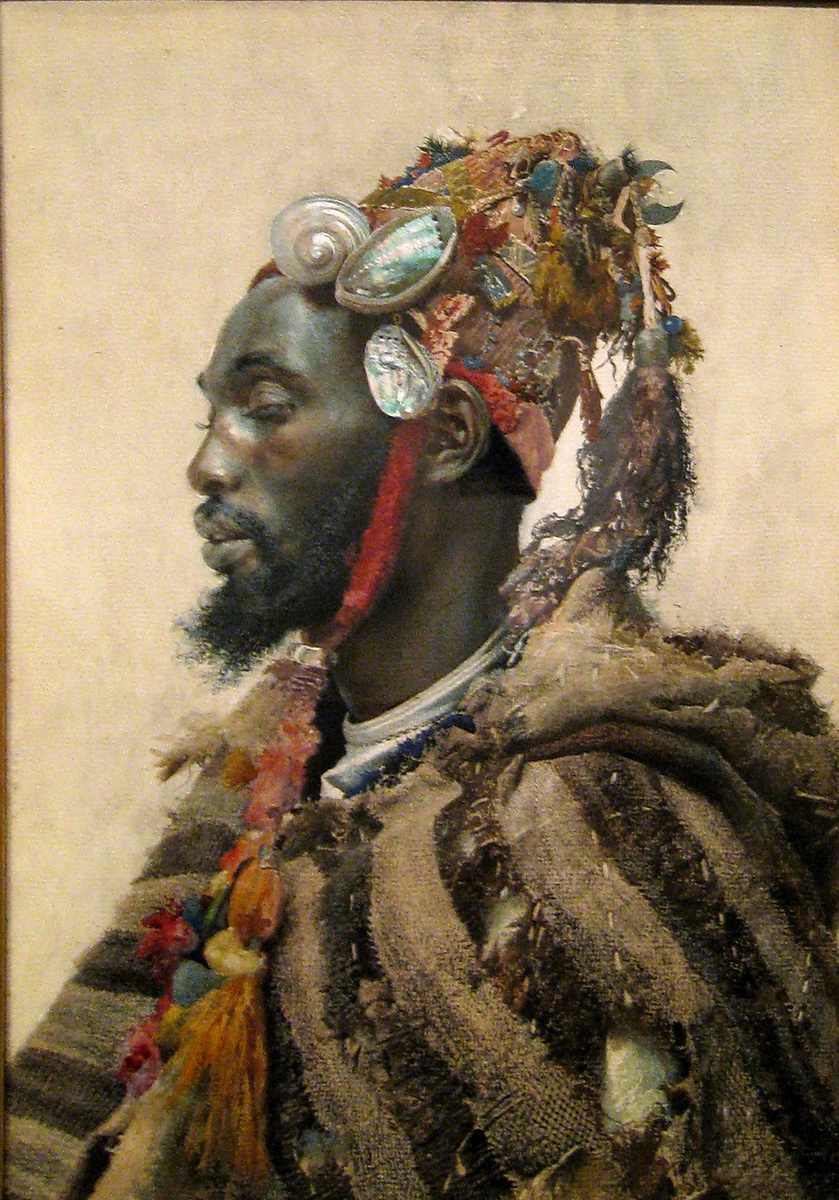
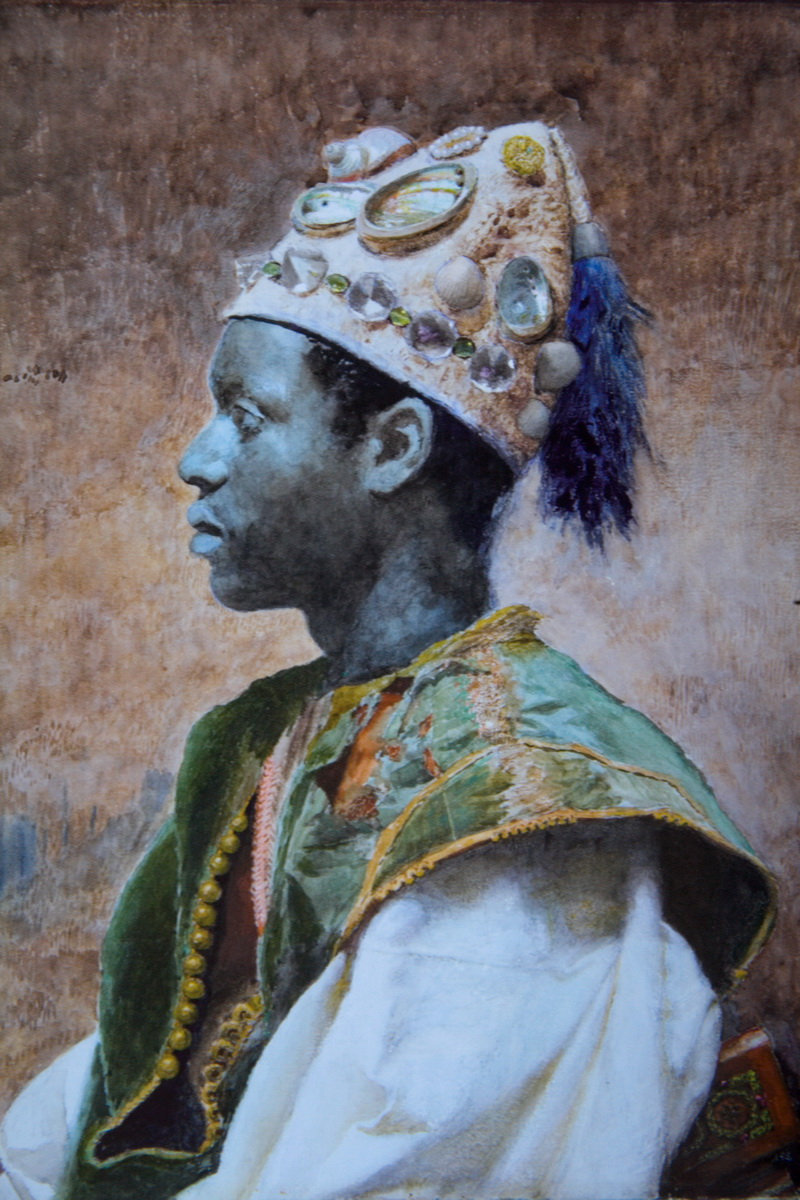
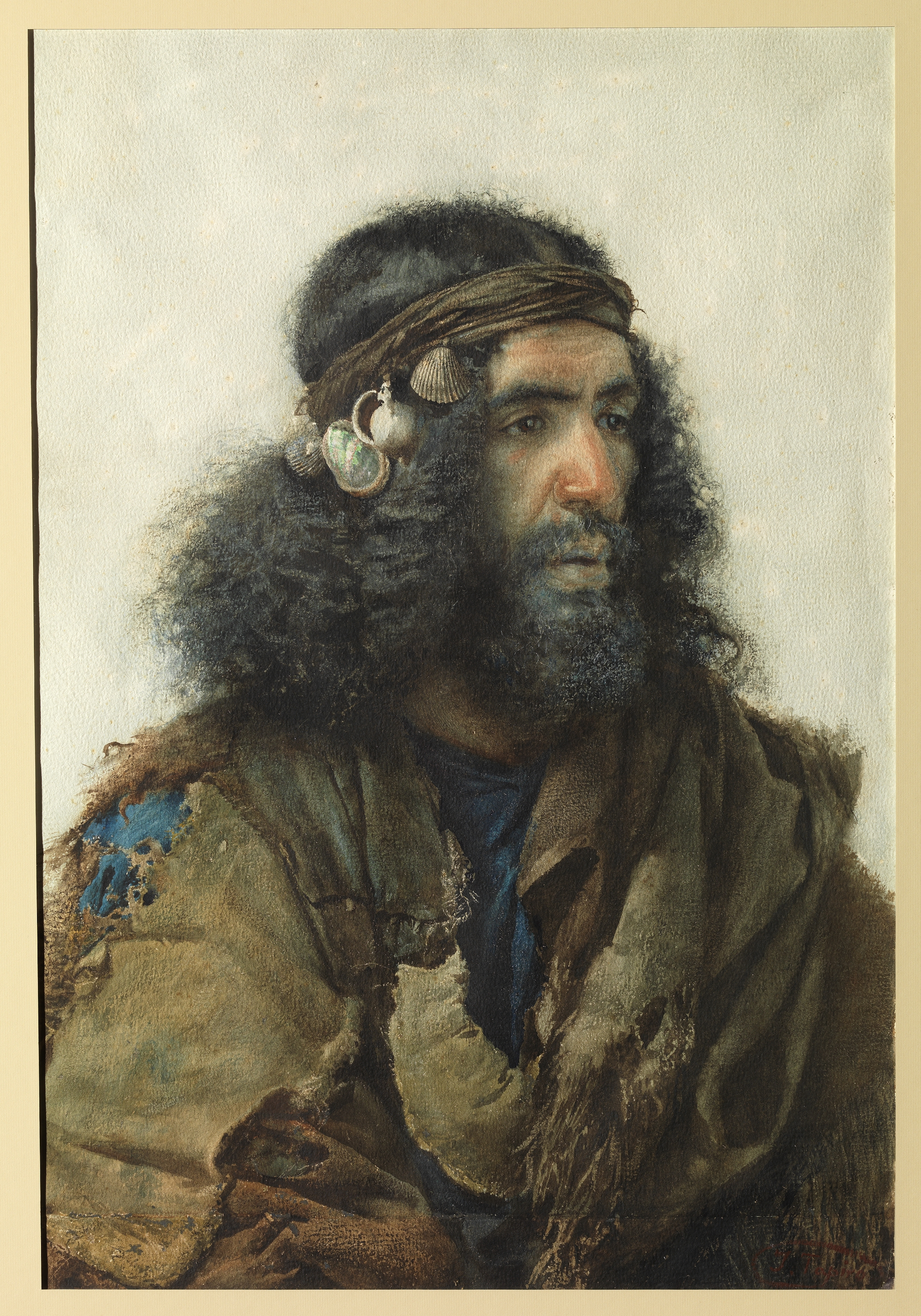
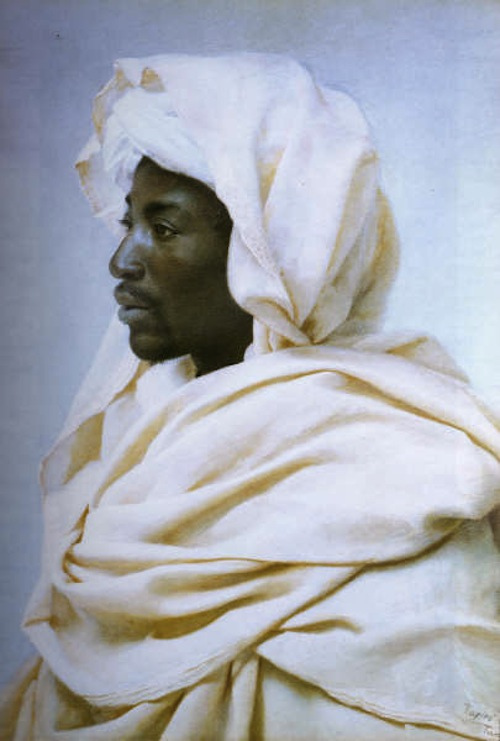
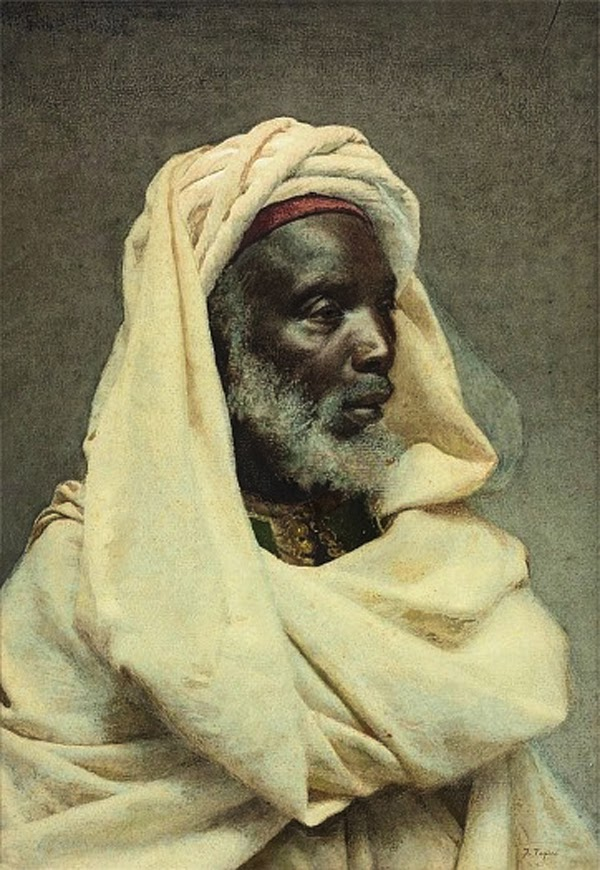
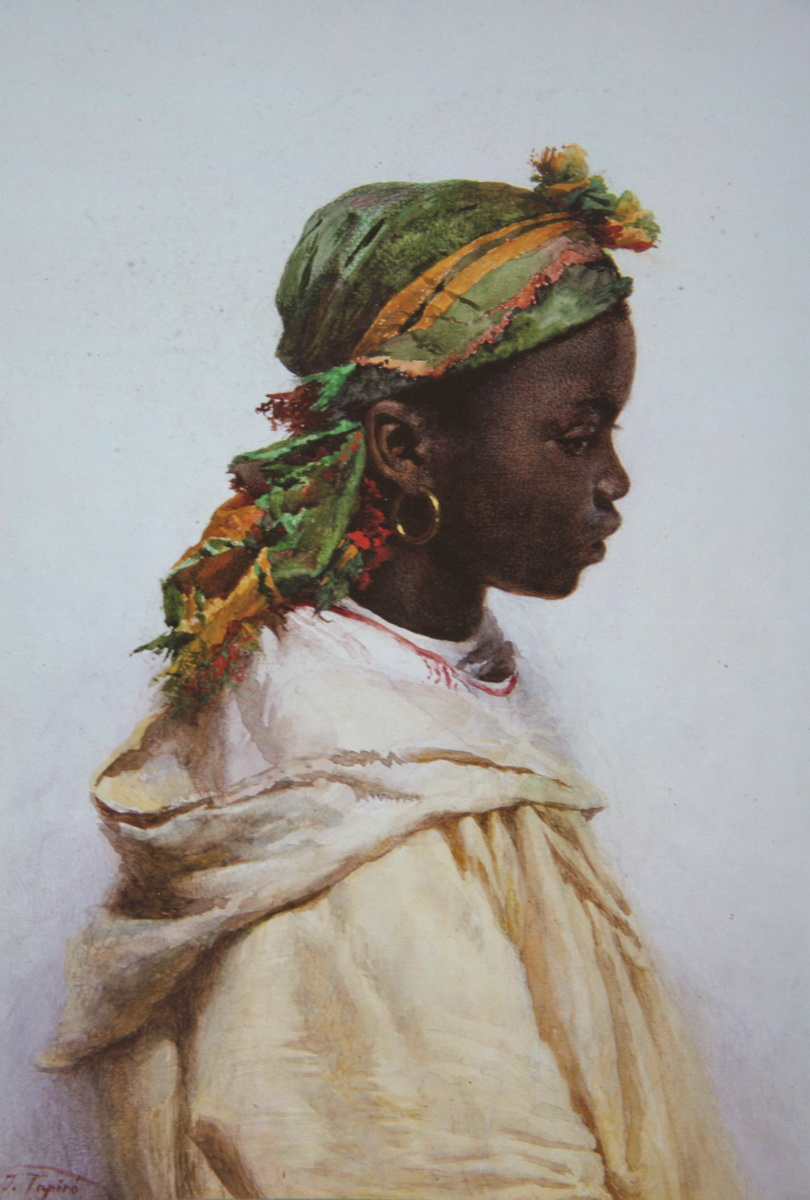
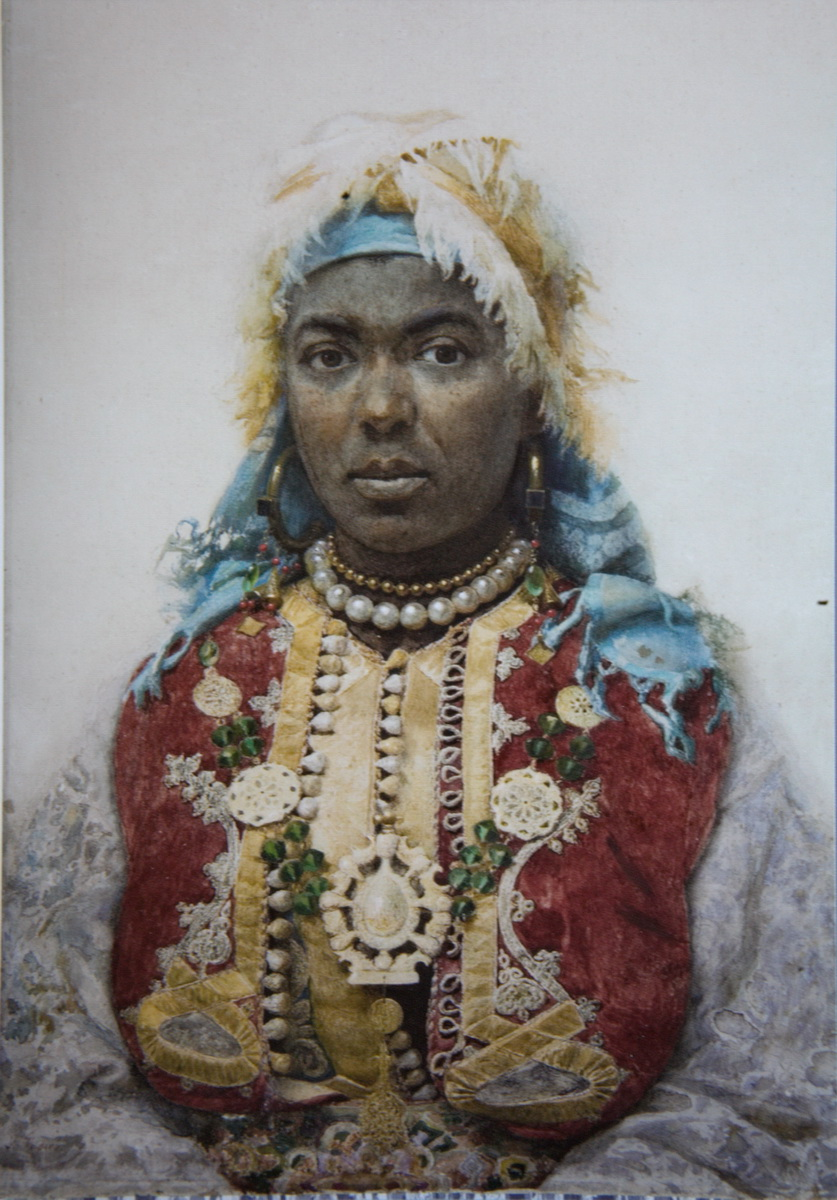
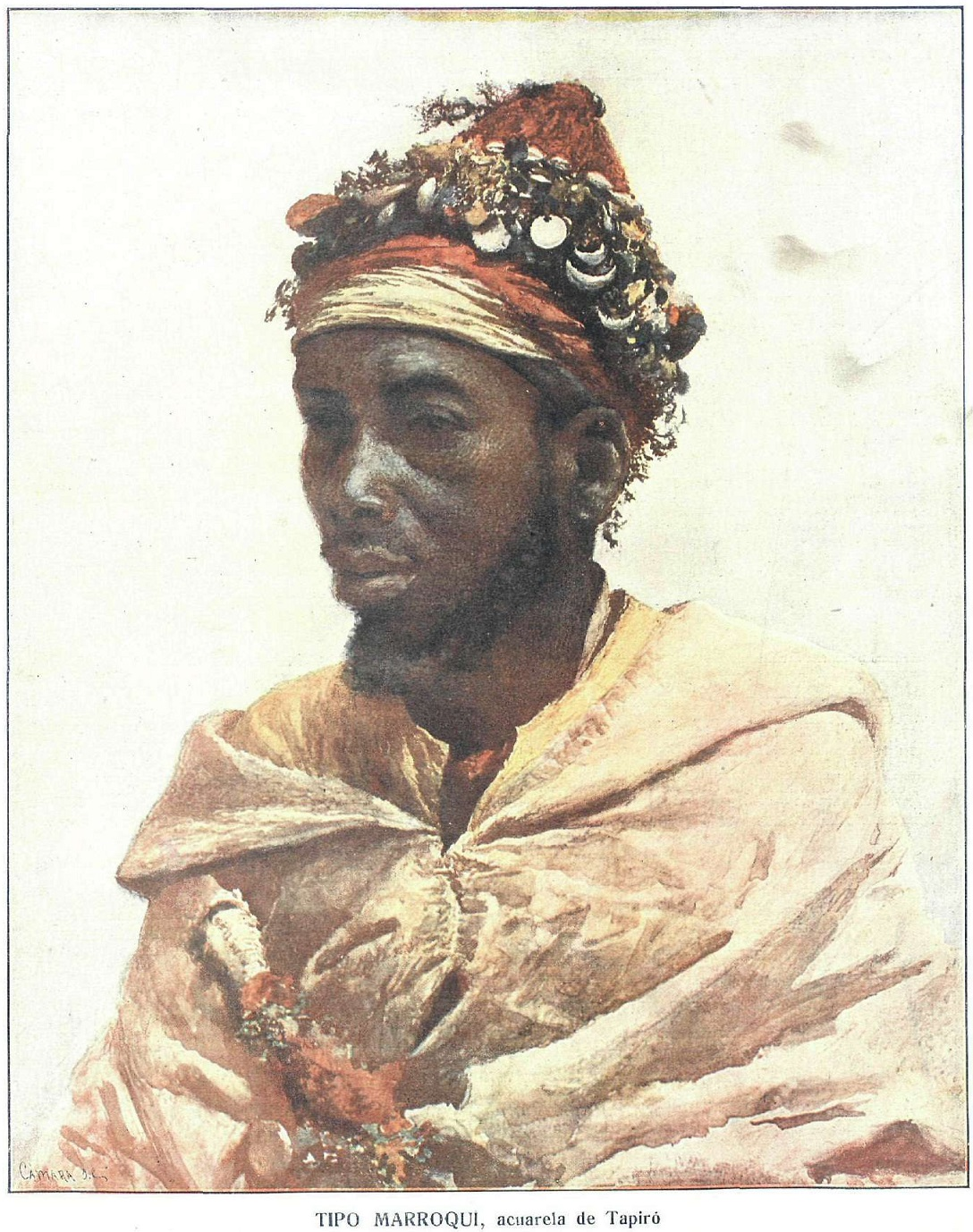
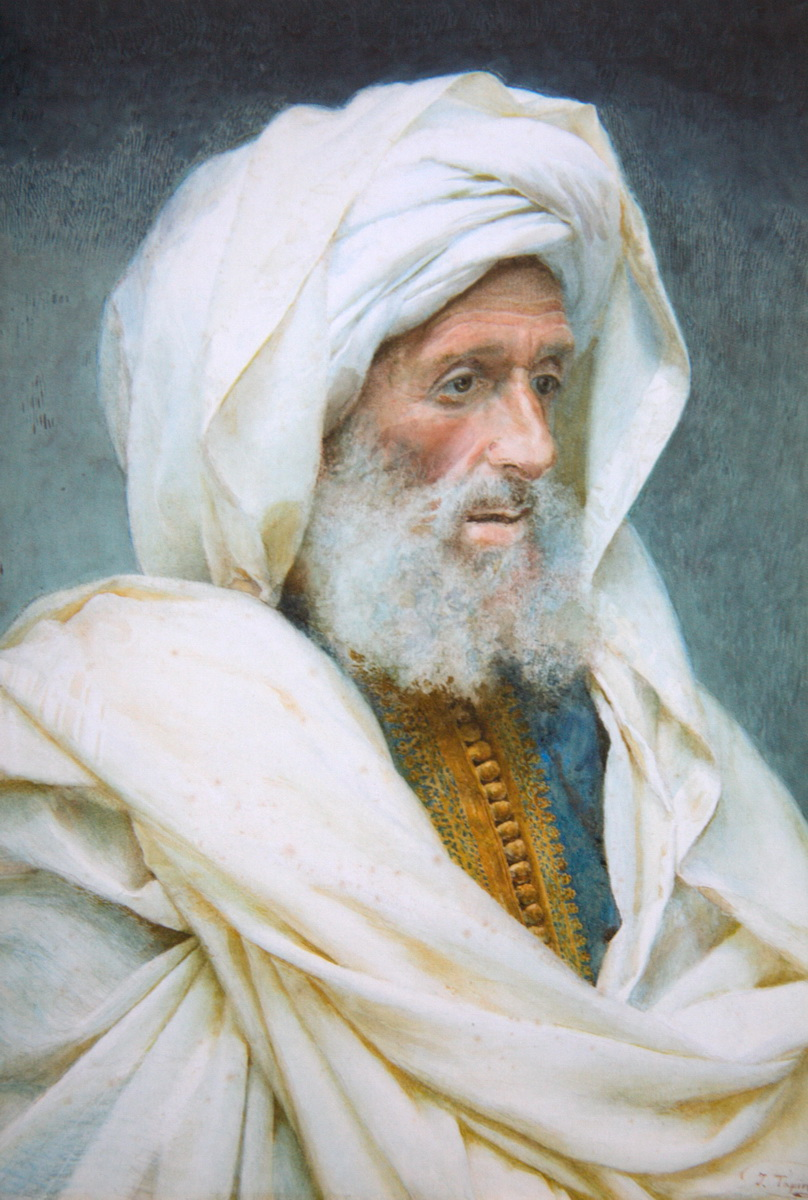
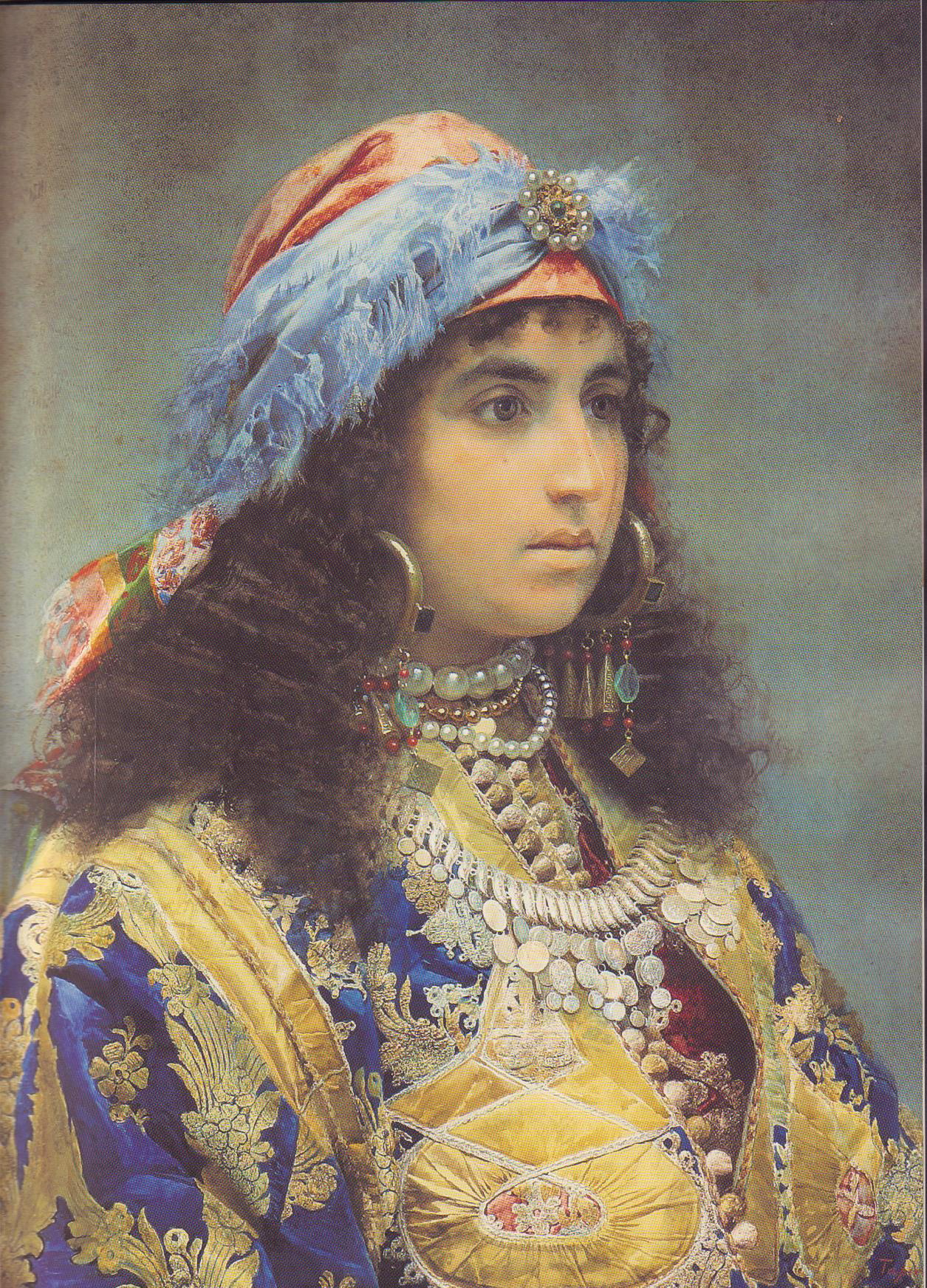
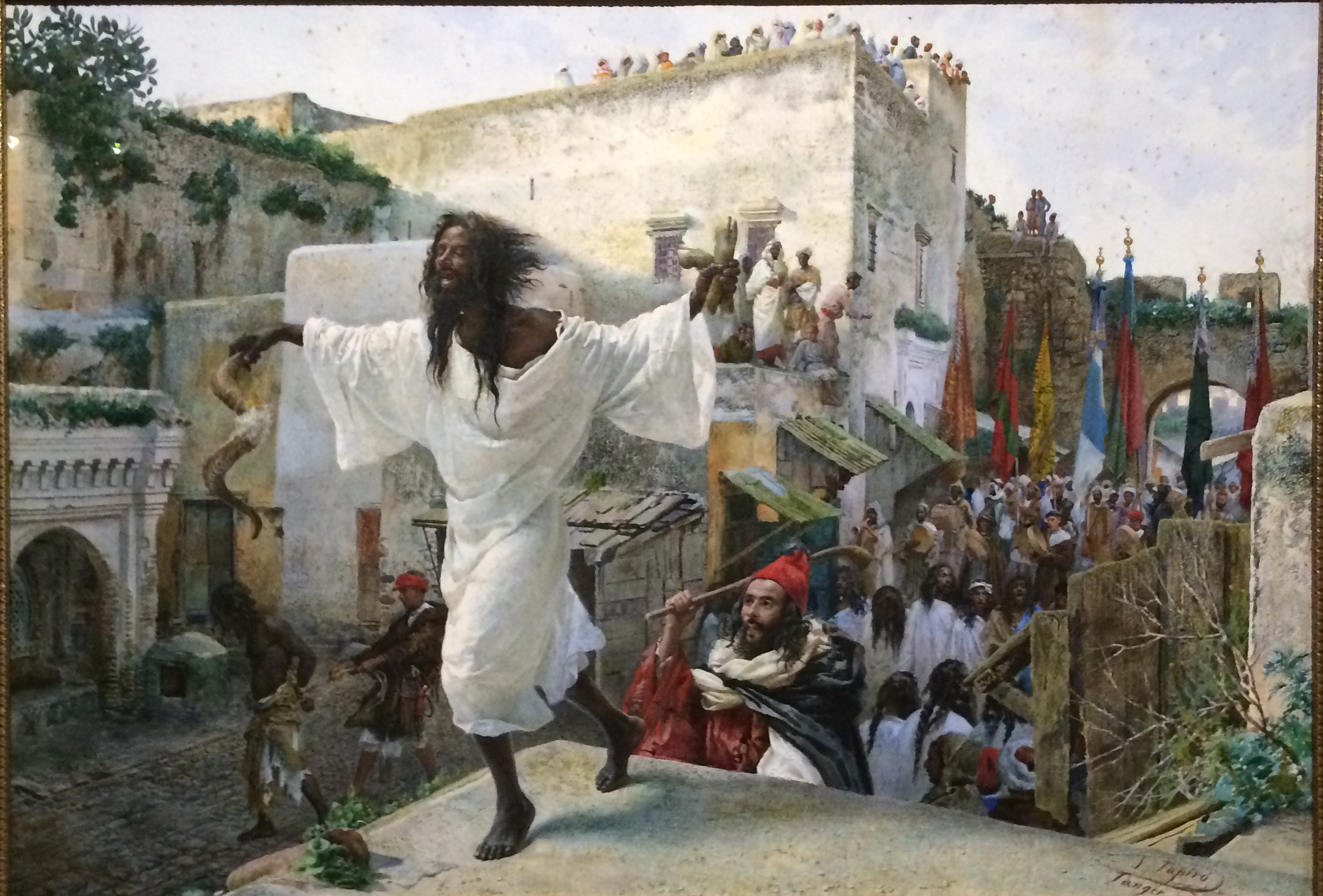
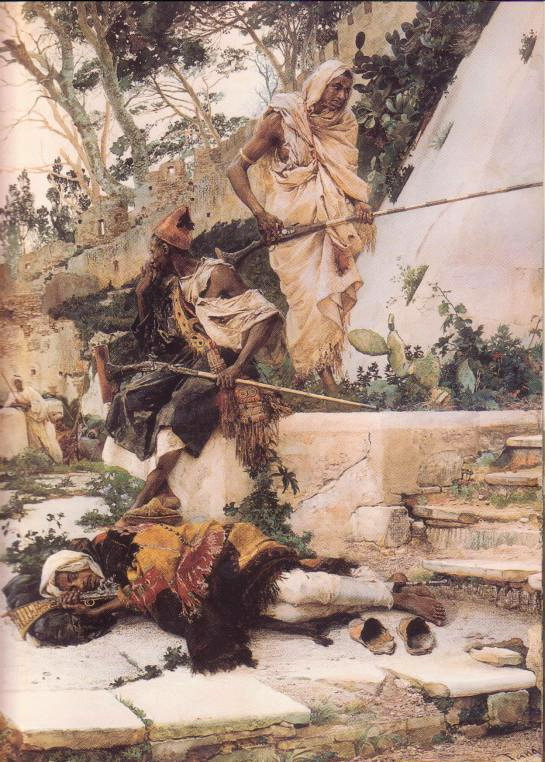
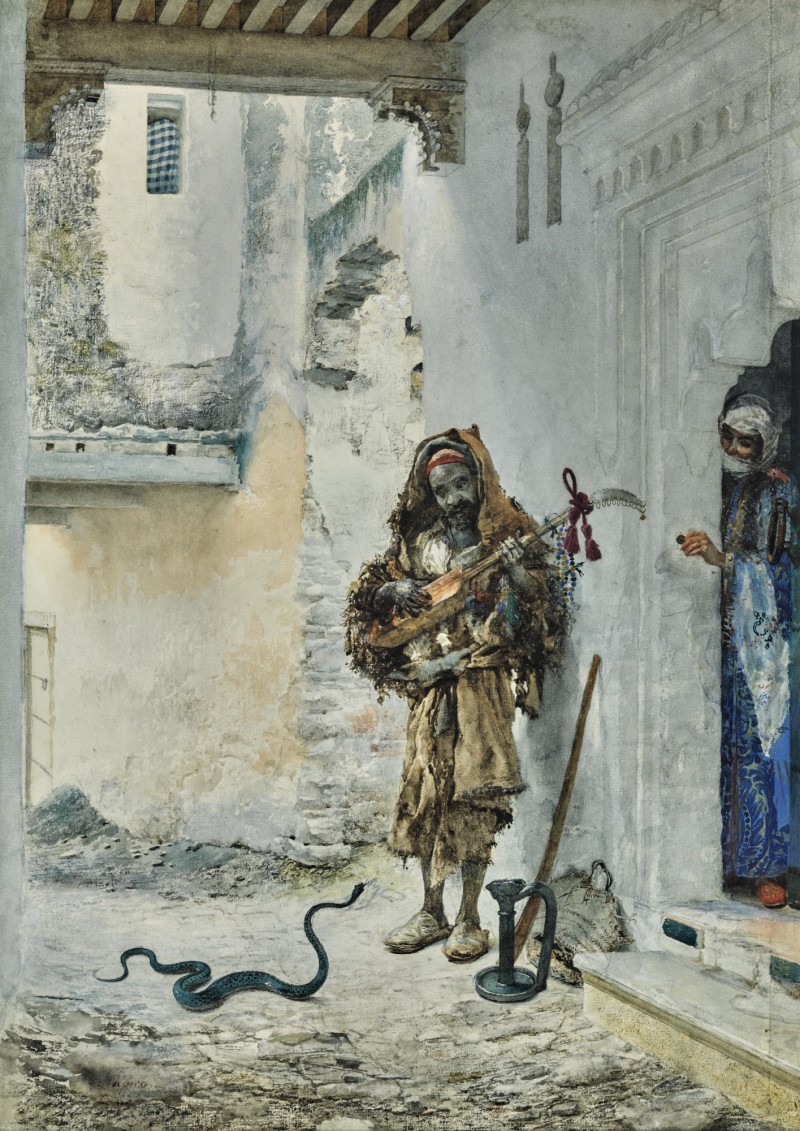

## Ehrungen
Eine Straße und die Höhere Schule seiner Geburtsstadt tragen heute (2015) Tapirós Namen. An seinem Geburtshaus ist heute eine Gedenkplakette angebracht. 

## Werke
- 1890–1900: Der Heilige Darcagüey, Aquarell 67,5 × 47,5 cm, Museu Nacional d’Art de Catalunya (MNAC), Barcelona
- 1895: Eine Schönheit aus Tanger, Aquarell 67,6 × 47,6 cm, Dahesh Museum of Art, New York City
- 1890?: The Presentation, Aquarell und Gouache 49,5 × 70 cm
- 1890?: Afrikanische Musikanten, Aquarell 68,5 × 47,5 cm
- 1890?: Kopf eines Schwarzen, Aquarell auf Papier, 70,9 × 49,9 cm